# Andreas Passmark
Andreas Passmark, dawniej Andreas Olsson (ur. 17 lutego 1978 w Linköping w Szwecji) – szwedzki muzyk, znany przede wszystkim z występów jako basista z metalowymi zespołami Narnia i Royal Hunt. Grał też z takimi zespołami, jak Stormwind, Wisdom Call, Divinefire, Rob Rock, Harmony, a także sesyjnie z wieloma innymi.

## Życiorys
Andreas urodził się 17 lutego 1978 w Linköping w Szwecji. Dorastał przy muzyce takich zespołów, jak Europe, Bon Jovi, Metallica, Giant czy Skid. Od początku miał do czynienia z muzyką, ponieważ jego ojciec i siostra grali na flecie. Jego zainteresowania muzyczne dały o sobie znać bardzo wcześnie, w wieku 7 lat rozpoczął naukę gry na wiolonczeli. W wieku 11 lat odkupił od swego wujka gitarę elektryczną i rozpoczął na niej grę. Wtedy też założył wraz ze szkolnymi kolegami swój pierwszy zespół - Dojjorna, który był mieszaniną popu i rocka. Rok później do zespołu trafił Arvid Sjögedahl na perkusji. W wieku 15 lat opuścili razem zespół, by założyć kolejny, z gitarzystą Markusem Einarssonem. Zespół został później nazwany Beyond Silence i grał w symfoniczno-rockowym stylu. Wtedy to, ponieważ Markus był lepszym gitarzystą, Andreas przerzucił się na bas. Ponadto w tamtym czasie zaczął również grać na kontrabasie.
W wieku 20 lat Andreas przeniósł się do Sztokholmu aby rozpocząć studia muzyczne. Wtedy to zaczął grać zawodowo z wieloma zespołami, od popowo-soulowo-funkowych do rockowo-metalowych, m.in. Stormwind, DivineFire czy Harmony. 

## Instrumentarium
Andreas Passmark od 2000 roku używa gitar basowych marki Warwick:
- Warwick Streamer Stage II 5 CS
- Warwick Streamer Stage I 4
- Warwick Streamer Jazzman 5 CS
- Warwick Streamer Jazzman 5 FL
- Warwick Streamer LX 5
- Warwick Corvette Std Ash 5 FL

Korzysta też z wzmacniaczy i kolumn Genz Benz:
- wzmacniacze: Genz Benz GBE1200, Genz Benz shuttle 9.0
- kolumny: Genz Benz GB-610XB2, Genz Benz NEOX-112T

Inny osprzęt: przedwzmacniacz TECH21 VT Bass Deluxe, stroik Korg Pitchblack i bezprzewodowy system gitarowy Line 6 Relay G30.